# El Zapote II
El Zapote II är en ort i Mexiko.   Den ligger i kommunen Peñamiller och delstaten Querétaro Arteaga, i den centrala delen av landet, 190 km norr om huvudstaden Mexico City. El Zapote II ligger 1 284 meter över havet och antalet invånare är 115.
Terrängen runt El Zapote II är varierad. El Zapote II ligger nere i en dal. Runt El Zapote II är det ganska glesbefolkat, med 38 invånare per kvadratkilometer. Närmaste större samhälle är Pinal de Amoles, 17,9 km nordost om El Zapote II. Trakten runt El Zapote II består i huvudsak av gräsmarker.